# Ethulia vernonioides
Ethulia vernonioides là một loài thực vật có hoa trong họ Cúc. Loài này được (Schweinf.) M.G.Gilbert mô tả khoa học đầu tiên năm 1988.